# Andrew Gordon (Eishockeyspieler)
Andrew Jacob Gordon (* 13. Dezember 1985 in Halifax, Nova Scotia) ist ein ehemaliger kanadischer Eishockeyspieler. Er verbrachte den Großteil seiner aktiven Laufbahn in der American Hockey League (AHL), wo er fast 570 Spiele absolvierte und zweimal den Calder Cup gewann, sowie in der Svenska Hockeyligan (SHL), in der er fast 280-mal auf dem Eis stand.

## Karriere
Gordon spielte zunächst ab der Saison 2002/03 für die Notre Dame Hounds in der Saskatchewan Junior Hockey League, einer kanadischen Juniorenliga innerhalb der zweitklassigen Canadian Junior Hockey League. Während dieser Zeit wurde er beim NHL Entry Draft 2004 in der siebten Runde an Position 197 von den Washington Capitals ausgewählt. Nachdem er zwei Spielzeiten in der SJHL verbracht hatte, begann der Kanadier ein Studium im US-Bundesstaat Minnesota an der St. Cloud State University und ging für deren Eishockeymannschaft, die Huskies, in der Western Collegiate Hockey Association aufs Eis. Dem Rechtsschützen gelang es seine Punkteausbeute im Verlauf seiner drei Spieljahre in der Universitätsmannschaft kontinuierlich zu steigern, wofür er in der Saison 2006/07 mit der Nominierung ins First-All-Star-Team der WCHA geehrt wurde. Im Anschluss erhielt der Stürmer seinen ersten Profivertrag bei den Washington Capitals, für dessen AHL-Farmteam Hershey Bears der Flügelstürmer in der Spielzeit 2007/08 erstmals auf dem Eis stand, wobei er in 58 Partien der regulären Saison auflief. In derselben Saison war Gordon auch für die South Carolina Stingrays in der ECHL aktiv. Im Verlauf der Saison 2008/09 debütierte er für die Washington Capitals in der National Hockey League. Dies war in jener Spielzeit sein einziger NHL-Einsatz, während Gordon mit den Hershey Bears seinen ersten Calder Cup nach einem Erfolg in der Finalserie gegen die Manitoba Moose gewann.

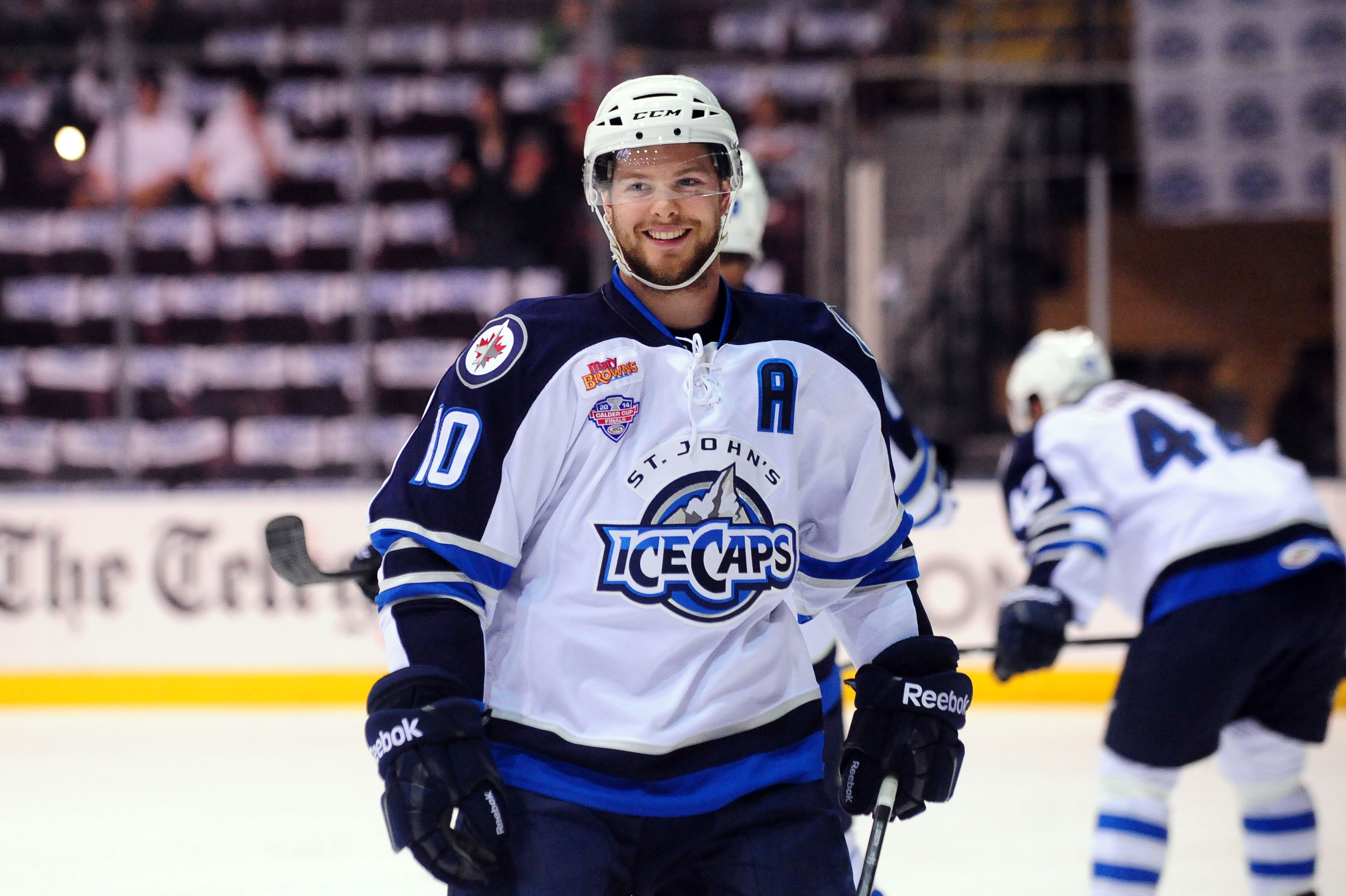
Gordon im Trikot der St. John’s IceCaps (2014)

In der Spielzeit 2009/10 errang der Kanadier mit den Hershey Bears den zweiten Calder Cup in Folge. Gordon war mit 71 Punkten in der regulären Saison und 13 Play-off-Toren an diesem Erfolg maßgeblich beteiligt und zählte neben Keith Aucoin, Alexandre Giroux und Chris Bourque zu den punktbesten Akteuren des Teams aus Pennsylvania, welches mit 60 Siegen in der regulären Saison einen Franchiserekord überbot. Auch zur Saison 2010/11 gelang dem Angreifer der endgültige Sprung in den NHL-Kader der Caps nicht, sodass er nach dem Trainingslager gemeinsam mit Jay Beagle und Mathieu Perreault ins Farmteam zu den Hershey Bears geschickt wurde. Am 21. Dezember 2010 erzielte Gordon in der Partie gegen die New Jersey Devils sein erstes NHL-Tor, als der Rechtsschütze den Torwart Martin Brodeur bezwang. Beinahe die komplette Saison verbrachte er allerdings wiederum in Hershey. Beim AHL All-Star Classic 2011 war der Offensivspieler mit zwei Treffern für das Team der Eastern Conference erfolgreich. Anfang Juli 2011 wurde Gordon, dessen Kontrakt mit den Washington Capitals ausgelaufen war, als Free Agent verfügbar. Am 2. Juli 2011 einigte er sich auf einen Vertrag mit zwei Jahren Laufzeit bei den Anaheim Ducks. Die Saison 2011/12 begann er im NHL-Kader der Kalifornier, bei denen er beim Saisonstart gemeinsam mit Andrew Cogliano und Devante Smith-Pelly die dritte Angriffsreihe bildete.
Ende Februar 2012 transferierten ihn die Kalifornier im Austausch für Sebastian Erixon zu den Vancouver Canucks. Diese setzten ihn vorwiegend im Farmteam bei den Chicago Wolves ein, wo der Kanadier bis zum Saisonende 2012/13 Stammspieler war. Im Juli 2013 unterzeichnete Gordon einen Einjahresvertrag bei den Winnipeg Jets. Auch in Winnipeg konnte er sich nicht im NHL-Aufgebot durchsetzen und wurde im September an das AHL-Farmteam der Jets, die St. John’s IceCaps, abgegeben. Nach der Saison verließ er die IceCaps in Richtung Lehigh Valley Phantoms, bei denen er allerdings ebenfalls nur ein Jahr spielte, ehe er erstmals nach Europa zum Linköping HC wechselte.
Beim schwedischen Klub aus der Svenska Hockeyligan wurde Gordon für die folgenden sechs Spielzeiten – mit der Ausnahme eines kurzen Leihgeschäfts zu Rauman Lukko aus der finnischen Liiga zu Beginn der Saison 2018/19 – heimisch. Im Verlauf der insgesamt sechs Spielzeiten absolvierte der Kanadier insgesamt 278 Parien für Linköping und fungierte ab der Saison 2016/17 als Assistenzkapitän. Im Juni 2021 suchte der Stürmer eine neue Herausforderung und wechselte zum österreichischen Klub Graz 99ers aus der ICE Hockey League. Im Sommer 2022 beendete der 36-Jährige seine aktive Karriere.

## Erfolge und Auszeichnungen
| - 2007 WCHA First All-Star Team - 2009 Calder-Cup-Gewinn mit den Hershey Bears - 2010 Teilnahme am AHL All-Star Classic | - 2010 Calder-Cup-Gewinn mit den Hershey Bears - 2010 AHL Second All-Star Team - 2011 Teilnahme am AHL All-Star Classic |

## Karrierestatistik
(Legende zur Spielerstatistik: Sp oder GP = absolvierte Spiele; T oder G = erzielte Tore; V oder A = erzielte Assists; Pkt oder Pts = erzielte Scorerpunkte; SM oder PIM = erhaltene Strafminuten; +/− = Plus/Minus-Bilanz; PP = erzielte Überzahltore; SH = erzielte Unterzahltore; GW = erzielte Siegtore; 1 Play-downs/Relegation; Kursiv: Statistik nicht vollständig)